# Urocystidales
Urocystidales R. Bauer & Oberw. – rząd grzybów z klasy głowniaków (Ustilaginomycetes). W niektórych opracowaniach opisywany jest jako Urocystales.

## Charakterystyka
Grzyby mikroskopijne, pasożyty roślin. Ich strzępki tworzą ssawki wnikające do komórek zaatakowanych roślin. Strzępki podzielone są poprzecznymi przegrodami, w środku których jest otwór okryty z obydwu stron błoniastymi kapturkami. Otwór przegrody zamykany jest przez dwie płytki. Przechodzą złożony cykl rozwojowy, podczas którego wytwarzają kilka rodzajów zarodników. U niektórych gatunków zarodniki płciowe (bazydiospory) kiełkując tworzą 4-komórkową przedgrzybnię. Liczne gatunki tworzą kłębki zarodników składające się z komórek pseudoparencymy do których silnie przylegają ustilospory. Z zewnątrz taki kłębek otoczony jest płonnymi komórkami.

## Systematyka
Pozycja w klasyfikacji według Index Fungorum
Incertae sedis, Ustilaginomycetes, Ustilaginomycotina, Basidiomycota, Fungi.
Taksonomia
Według aktualizowanej klasyfikacji Index Fungorum bazującej na Dictionary of the Fungi do rzędu tego należą rodziny:
- Doassansiopsidaceae Begerow, R. Bauer & Oberw. 1998
- Fereydouniaceae S. Nasr, M.R. Soudi, H.D.T. Nguyen, M. Lutz & Piątek 2014
- Floromycetaceae M. Lutz, R. Bauer & Vánky 2008
- Glomosporiaceae Cif. 1963
- Mycosyringaceae R. Bauer & Oberw. 1997
- Urocystidaceae Begerow, R. Bauer & Oberw. 1998

Nazwy naukowe na podstawie Index Fungorum.